# جائزة موناكو الكبرى 2004
جائزة موناكو الكبرى 2004 (بالإنجليزية: 2004 Monaco Grand Prix)‏ هو سباق فورمولا 1 أقيم بتاريخ 23 مايو 2004 في حلبة موناكو. كان السادس من أصل 18 في بطولة العالم لسباقات الفورمولا واحد موسم 2004. حلّ الإيطالي يارنو ترولي أولا بينما جاء البريطاني جنسن باتون في المركز الثاني وحصل على المركز الثالث البرازيلي روبنز باركيلو.